# Mercedarie scalze
Le mercedarie scalze sono una congregazione monastica di diritto pontificio.

## Storia

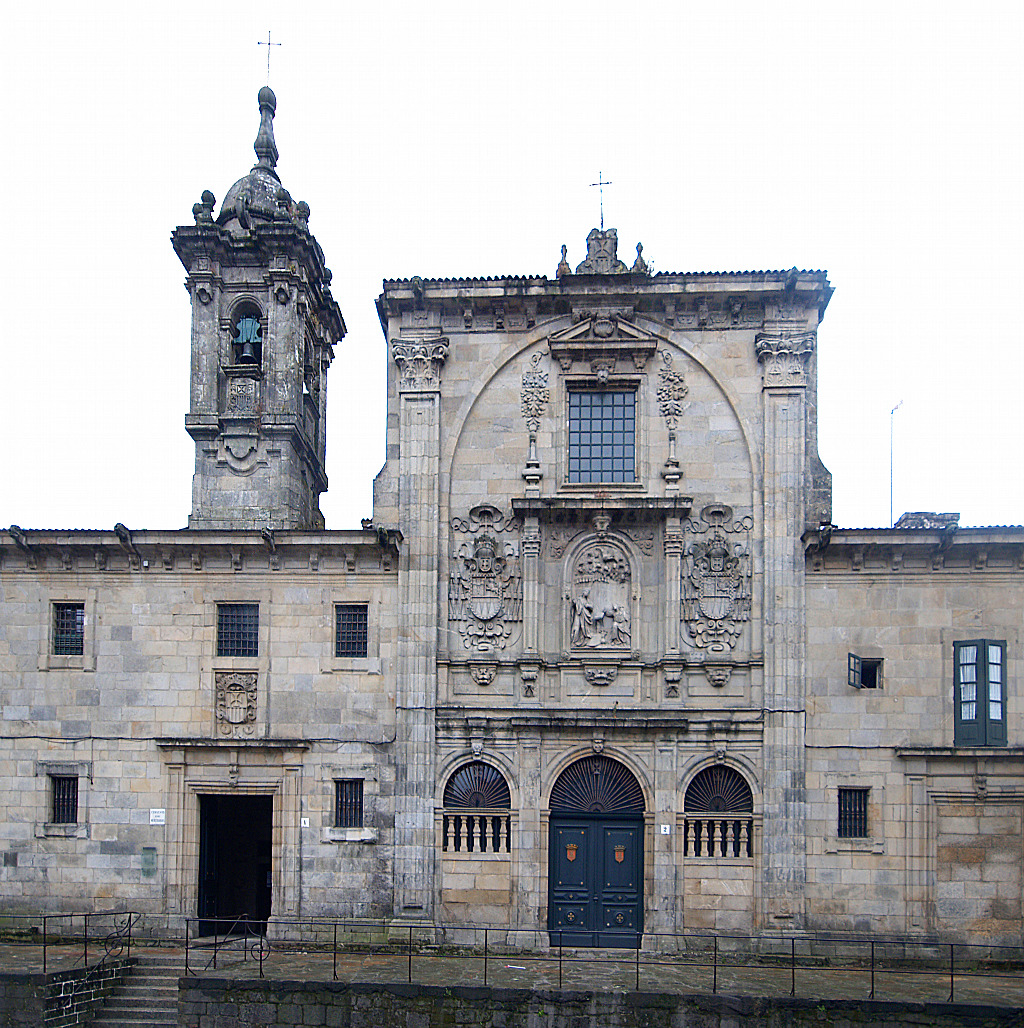
Il monastero delle mercedarie scalze di Santiago de Compostela

Le mercedarie scalze sorsero nel clima di riforma della vita religiosa promosso dal Concilio di Trento. La nascita di questo ramo dell'ordine risale all'opera di tre mercedarie del monastero dell'Asunción di Siviglia che, spinte dal desiderio di vivere una più stretta clausura e di dedicarsi esclusivamente alla preghiera contemplativa, lasciarono la loro comunità e, con il sostegno di Gerolamo di Valencia e di Giovanni Hevrevas, nel 1617 fondarono il nuovo monastero di Lora del Río.
Da Lora del Río partirono le mercedarie scalze che fondarono i monasteri di Fuentes de Andalucía (1620), Osuna (1626), Siviglia (1633), Marchena (1637), Toro (1648), Arcos de la Frontera (1659) e Madrid (1668). L'ultimo monastero, sorto nel 1671 a opera delle religiose di Toro, fu quello dell'Encarnación di Santiago di Compostela.
Molti monasteri (Lora del Río, Fuentes de Andalucía, Siviglia e Madrid) verso la metà degli anni cinquanta passarono al ramo delle calzate.

## Attività e diffusione
Le mercedarie scalze vivono in stretta clausura dedicandosi alla preghiera contemplativa nello spirito di redenzione dell'ordine della Mercede.
I monasteri di mercedarie scalze sono tutti in Spagna (Osuna, Marchena, Toro, Arcos de la Frontera, Santiago di Compostela).
Alla fine del 2011 le mercedarie scalze erano 71 in 5 case.